# 安重根 (潜水艦)
安重根（アン・ジュングン、日本語読み：あん じゅうこん、朝鮮語：안중근、ラテン文字：An Jung-geun, SS-075）は、大韓民国海軍の潜水艦。孫元一級潜水艦の3番艦。艦名は伊藤博文を殺害したテロリストである安重根に由来する。

## 艦歴
「安重根」は、現代重工業蔚山造船所で建造され、2008年6月4日に合同参謀議長や海軍参謀総長などが臨席の下で進水、2009年12月1日に釜山作戦基地にて就役し、初代艦長イ・ヨンウン中佐の指揮下で、鎮海に所在する第9戦団に配備される。
しかし、2010年春頃に運航が停止されていたことが朝鮮日報等の報道により明らかになっている。ボルトが折れたり緩んだりする事故が2年間に3回発生したためとされるが、韓国ではこの問題を解決することができず、孫元一級潜水艦のライセンス元である214型潜水艦を設計したホヴァルツヴェルケ＝ドイツ造船（HDW）の技術者が調査し、補強を行った結果、ようやく問題が解決した。
2014年8月2日には野戦整備においてプロペラ（スクリュー）に7箇所の亀裂が発見され、現代重工業で精密検査したところ151箇所の亀裂が発生していたことがわかった。野戦整備で同時に点検されたドイツ製プロペラには亀裂は1箇所も確認されておらず、唯一韓国内で製造されたプロペラのみに前述の亀裂が確認された。韓国国会国防常任委員会委員の金寛鎮議員が2015年9月22日に海軍本部および国防技術品質院に提出させた資料により明らかになった。
2014年10月、韓国SBSは、本来なら孫元一級は数週間海中で作戦行動を行なえる性能を有しているはずにもかかわらず、実際には燃料電池の不具合から連続潜航が可能な期間は数日に過ぎなかったと報じた。孫元一級3隻の燃料電池は、海軍が購入する前からすでに不具合が判明していたにもかかわらず海軍はこれを3隻購入し、その後も燃料電池は102回も停止したという。防衛事業庁は進水してから6年が経過した2013年、燃料電池の冷却システムに問題を見つけ、2014年上半期に修理を終えたと明らかにし、同年10月から燃料電池が深海で10日以上動作するか再検証する予定だという。